# Tiro ai XVIII Giochi del Mediterraneo
Le competizioni di tiro ai XVIII Giochi del Mediterraneo si sono svolte il 23 e il 24 giugno 2018 al Campo de Tiro Jordi Tarragó e al Pabellón de Sant Salvador di Tarragona.
Le specialità del tiro a segno sono state:
- Pistola 10 m aria compressa (maschile e femminile)
- Carabina 10 m aria compressa (maschile e femminile)

L'unica specialità del tiro a volo è stata la fossa olimpica (maschile e femminile).

## Calendario
Il calendario delle gare è stato il seguente:
| ● | Finali |

| Giugno/Luglio |    |    |    |    |    |    |    |    |    |
| 22            | 23 | 24 | 25 | 26 | 27 | 28 | 29 | 30 | 1º |
|               | 2  | 4  |    |    |    |    |    |    |    |

## Risultati

### Uomini
| Evento                        | Oro                | Prestazione    | Argento     | Prestazione | Bronzo            | Prestazione       |
| Carabina                      |                    |                |             |             |                   |                   |
| 10m aria compressa (dettagli) | Milutin Stefanović | 247.5          | Jorge Díaz  | 247.2       | Simon Weithaler   | 225.3             |
| Pistola                       |                    |                |             |             |                   |                   |
| 10m aria compressa (dettagli) | Damir Mikec        | 240.9          | Kevin Venta | 237.5       | João Costa        | 217.0             |
| Tiro a volo                   |                    |                |             |             |                   |                   |
| Fossa olimpica (dettagli)     | Antonio Bailón     | Antonio Bailón | Ahmed Kamar | Ahmed Kamar | Giovanni Pellielo | Giovanni Pellielo |

### Donne
| Evento                        | Oro                | Prestazione        | Argento         | Prestazione   | Bronzo                 | Prestazione            |
| Carabina                      |                    |                    |                 |               |                        |                        |
| 10m aria compressa (dettagli) | Andrea Arsović     | 246.9              | Martina Ziviani | 246.8         | Živa Dvoršak           | 225.9                  |
| Pistola                       |                    |                    |                 |               |                        |                        |
| 10m aria compressa (dettagli) | Anna Korakakī      | 240.2              | Zorana Arunović | 239.9         | Afaf El-Hodhod         | 214.6                  |
| Tiro a volo                   |                    |                    |                 |               |                        |                        |
| Fossa olimpica (dettagli)     | Alessandra Perilli | Alessandra Perilli | Fátima Gálvez   | Fátima Gálvez | Maria Lucia Palmitessa | Maria Lucia Palmitessa |

## Medagliere
| Posizione | Paese      | Oro | Argento | Bronzo | Totale |
| --------- | ---------- | --- | ------- | ------ | ------ |
| 1         | Serbia     | 3   | 1       | 0      | 4      |
| 2         | Spagna     | 1   | 2       | 0      | 3      |
| 3         | Grecia     | 1   | 0       | 0      | 1      |
| 3         | San Marino | 1   | 0       | 0      | 1      |
| 5         | Italia     | 0   | 1       | 3      | 4      |
| 6         | Egitto     | 0   | 1       | 1      | 2      |
| 6         | Slovenia   | 0   | 1       | 1      | 2      |
| 8         | Portogallo | 0   | 0       | 1      | 1      |
| Totale    | Totale     | 6   | 6       | 6      | 18     |